# Municipio de Plattville
Plattville Township es una subdivisión estadística del condado de Mills, Iowa, Estados Unidos. Según el censo de 2020, tiene una población de 309 habitantes.
Tiene un código de clase Z1, que indica que no está en funcionamiento (non-functioning county subdivision). El mantenimiento de los datos se realiza a los efectos exclusivamente estadísticos.

## Geografía
La subdivisión está ubicada en las coordenadas 41°02′15″N 95°49′57″O / 41.03750, -95.83250 (41.037474, -95.832474). Según la Oficina del Censo, tiene una superficie total de 66.42 km², de los cuales 64.45 km² corresponden a tierra firme y 1.97 km² están cubiertos de agua.

## Demografía
Según el censo de 2020, hay 309 personas residiendo en la zona. La densidad de población es de 4.79 hab./km². El 88.67% de los habitantes son blancos, el 0.97% son afroamericanos, el 0.65% son amerindios, el 0.97% son asiáticos, el 1.62% son de otras razas y el 7.12% son de una mezcla de razas. Del total de la población, el 6.15% son hispanos o latinos de cualquier raza.